# Aaron Dessner
Aaron Brooking Dessner (Cincinnati, Ohio, EUA, 23 de abril de 1976) é um músico, compositor e produtor musical norte-americano. Ele é mais conhecido como membro e fundador da banda de rock The National, com quem gravou oito álbuns de estúdio e é parte dupla de indie rock, Big Red Machine, ao lado de Justin Vernon da banda Bon Iver.
Dessner produziu álbuns de Taylor Swift, Frightened Rabbit, Ben Howard, Sharon Van Etten, Local Natives, This Is the Kit, Adia Victoria, Lisa Hannigan, Lone Bellow, Gracie Abrams, e entre outros.
Trabalhando ao lado de seu irmão gêmeo Bryce Dessner, a dupla fez a curadoria e produziu as compilações de caridade Dark Was the Night (2009) e Day of the Dead (2016), para a Red Hot Organization.
Dessner foi co-fundador e curador de três festivais de música: Eaux Claires em Eau Claire, Wisconsin, ao lado do seu colega no duo, Big Red Machine, Justin Vernon; HAVEN em Copenhagen com seu irmão Bryce Dessner e o Boston Calling Music Festival.

## Biografia
Dessner cresceu na cidade de Cincinnati no Ohio nos Estados Unidos, com seu irmão gêmeo, Bryce Dessner, foi criado como judeu e tem ascendência judia polonesa e judia russa. Dessner disse que sua formação judaica influencia sua música: “Meu irmão e eu sempre fomos fascinados por melodias religiosas litúrgicas no judaísmo. Eu não gosto de acordes maiores. Gosto dos padrões meditativos em certas orações e gosto de música que se repete.”
Ele se formou na Cincinnati Country Day School em Cincinnati em 1994 e no Columbia College na Columbia University em 1998, onde estudou História Europeia Moderna.

## Vida pessoal
Dessner e sua esposa têm três filhos. Ele é um grande fã de futebol e torce para o Liverpool FC.

## Equipamento musical
Dessner costuma tocar um Gibson Firebird 1965, comprado no eBay e reformado. Durante as sessões de gravação do Sleep Well Beast, ele usou o Firebird e também um Fender Telecaster de 1972. Durante os shows ao vivo, Dessner geralmente toca Firebird e um 1963 Fender Jazzmaster.
Para as sessões de Sleep Well Beast, os amplificadores usados incluem um Fender Champ de 1959, um Fender Princeton dos anos 1960, um Music Man dos anos 1970 e um Ampeg Gemini e um Fender Bassman.

## Carreira

### The National
Aaron Dessner e seu irmão gêmeo Bryce eram amigos de infância de Bryan Devendorf. Em 1998, depois que a banda anterior de Dessner, Project Nim, se separou, Devendorf convidou os irmãos para se juntarem a sua banda The National. Com Devendorf e os irmãos Dessner estavam Scott Devendorf, o irmão mais velho de Bryan, e Matt Berninger. O primeiro álbum homônimo da banda foi lançado em 2001 pela Brassland Records, um selo que Dessner co-fundou junto com seu irmão Bryce e Alec Hanley Bemis. O segundo álbum da banda, Sad Songs for Dirty Lovers, foi lançado em 2003, também pela Brassland.
Depois de algum sucesso de crítica com Sad Songs,  a banda assinou com a Beggars Banquet Records. Com a nova gravadora, eles lançaram seu terceiro álbum de estúdio, Alligator, em 2005. O álbum recebeu uma resposta positiva dos críticos, que expôs a banda a um público maior.
Em 2007, a banda lançou seu quarto álbum, Boxer, também através do Beggars Banquet. Após o lançamento, o álbum recebeu ampla aclamação da crítica, e foi nomeado para a lista de "álbum do ano". Várias músicas do álbum apareceram em programas de TV e filmes. Em 2008, o então senador Barack Obama usou uma versão instrumental da canção "Fake Empire" em um vídeo de campanha presidencial.
Seguindo o sucesso de Boxer, a banda começou a colaborar com outros artistas em várias canções e álbuns de compilação. Em 2009, a banda participou de Dark Was the Night, um álbum de caridade para beneficiar a Organização Red Hot. No mesmo ano, eles gravaram uma música para o álbum Ciao My Shining Star: As músicas de Mark Mulcahy, para ajudar a apoiar o frontman do Polaris, Mark Mulcahy, que havia recentemente perdido sua esposa.
Em 2010, a banda lançou High Violet, seu quinto álbum completo. O álbum teve sucesso de crítica e comercial, estreando em terceiro lugar nas paradas dos EUA e vendendo mais de 850.000 cópias em todo o mundo.
A banda seguiu High Violet com o lançamento de seu sexto álbum, Trouble Will Find Me, em 21 de maio de 2013 via 4AD. Como seus dois esforços anteriores, Trouble foi nomeado para várias listas de melhores do ano. O álbum foi nomeado como Melhor Álbum Alternativo no 56º Grammy Awards. Mais tarde naquele ano, Dessner e o resto da banda apareceram no documentário Mistaken for Strangers, que seguiu a turnê da banda para High Violet e as primeiras gravações de Trouble .
Em 2017, a banda lançou Sleep Well Beast, seu sétimo álbum completo. O single principal do álbum," The System Only Dreams in Total Darkness", tornou-se a primeira música da banda a alcançar o primeiro lugar na parada da Billboard depois de liderar a lista de canções alternativas adultas em agosto do mesmo ano.
Dessner tem créditos de produção em todos os álbuns da banda desde Alligator. A maioria de High Violet e Trouble Will Find Me foi gravada em seu estúdio na garagem atrás de sua casa no Brooklyn, e Alligator e Boxer foram parcialmente gravadas em seu sótão e no sótão de sua irmã, que fica na mesma rua no Brooklyn. Mais recentemente, ele produziu Sleep Well Beast e I Am Easy To Find em seu estúdio no norte do estado de Nova York, Long Pond.

### Big Red Machine
Em 2008, Dessner enviou a Justin Vernon um esboço instrumental de uma canção chamada "Big Red Machine" para a coletânea Dark Was the Night. Nesse ponto, os dois nunca se conheceram. Vernon escreveu uma música para ele, interpretando o título Big Red Machine como um coração. Após 10 anos, a dupla formou uma banda chamada Big Red Machine e, em 31 de agosto de 2018, lançou um álbum autointitulado. O álbum foi produzido por Vernon e Dessner com o colaborador de longa data Brad Cook e projetado por Jonathan Low principalmente no estúdio de Dessner, Long Pond, em Upper Hudson Valley em Estado de Nova York.

### Outros trabalhos de produção
Além de seu trabalho com o The National, Dessner ajudou a produzir trabalhos para vários outros artistas.
Dessner trabalhou com a cantora Sharon Van Etten em seu álbum, <i id="mwlA">Tramp</i> (2012). Van Etten e Dessner passaram mais de quatorze meses trabalhando em seu estúdio, finalmente lançando o álbum com amplo sucesso de crítica.
Dessner produziu o segundo álbum do Local Natives <i id="mwmA">, Hummingbird</i>, em 2013. Dessner foi apresentado à banda durante uma turnê com o The National. Hummingbird recebeu críticas positivas e Pitchfork elogiou especialmente o trabalho de produção de Dessner, dizendo que ele "sabe como fazer as coisas parecerem boas, e há muita riqueza e profundidade nessas canções".
Em 2015, Dessner produziu Then Came the Morning de The Lone Bellow, que foi gravado na garagem de Dessner e também em uma igreja do século XIX, no interior do estado de Nova York. O álbum foi lançado em janeiro de 2015 pela Descendent Records. No mesmo ano, ele trabalhou com This Is The Kit para o álbum Bashed Out, que foi lançado pela Brassland Records de Dessner.
Em 2016, Dessner produziu o álbum At Swim de Lisa Hannigan. O álbum alcançou o primeiro lugar na Irlanda, o sétimo na parada de álbuns do Top Heatseekers dos EUA e o 24º no Reino Unido, e recebeu ampla aclamação da crítica. The Guardian, que concedeu-lhe quatro de cinco estrelas, comentou sobre as "canções incrivelmente bonitas com subtons silenciosamente poderosos" e o Evening Standard, que também concedeu quatro de cinco estrelas, elogiou a "acessibilidade recém-descoberta" do álbum. O quinto álbum do Frightened Rabbit , Painting of a Panic Attack, lançado em 2016 pela Atlantic Records, também foi produzido por Dessner.
Dessner produziu o álbum de 2020 do The Lone Bellow Half Moon Light e co-escreveu várias faixas nele. Ele também co-escreveu e produziu a aclamada estreia da compositora britânica Eve Owen, Don't Let the Ink Dry, lançado em 2020.
Em abril de 2020, durante a pandemia de COVID-19, Dessner foi abordado pela cantora e compositora estadunidense Taylor Swift, para colaborar em uma música. Dessner posteriormente produziu e co-escreveu seu oitavo álbum de estúdio, intitulado Folklore. Foi um lançamento surpresa que estreou com aclamação da crítica em 24 de julho de 2020 e também ganhou o Álbum do Ano no 63º Grammy Awards em 2021. Dessner continuou sua colaboração com Swift em seu nono estúdio e segundo álbum surpresa, Evermore, lançado no final daquele ano em 11 de dezembro.
Dessner também co-produziu o quarto álbum de estúdio do cantor e compositor britânico Ben Howard, "Collections from the Whiteout", ao lado do próprio Howard, com lançamento previsto para 2021.
Além disso, Dessner produziu Day of the Dead, que foi lançado na primavera de 2016, e Dark Was the Night, ambos compilações de caridade para a AIDS para a Red Hot Organization; e o lançamento de Doveman em 2009, The Conformist.

### Trilhas Sonoras
Dessner e seu irmão Bryce co-compuseram a trilha sonora de Transpecos, que ganhou o Prêmio do Público em 2016 no South by Southwest. Eles também trabalharam juntos na trilha sonora do filme Big Sur de 2013, uma adaptação do romance homônimo de 1962 de Jack Kerouac. O filme estreou em 23 de janeiro de 2013 no Festival de Cinema de Sundance, onde recebeu críticas positivas.

## Colaborações

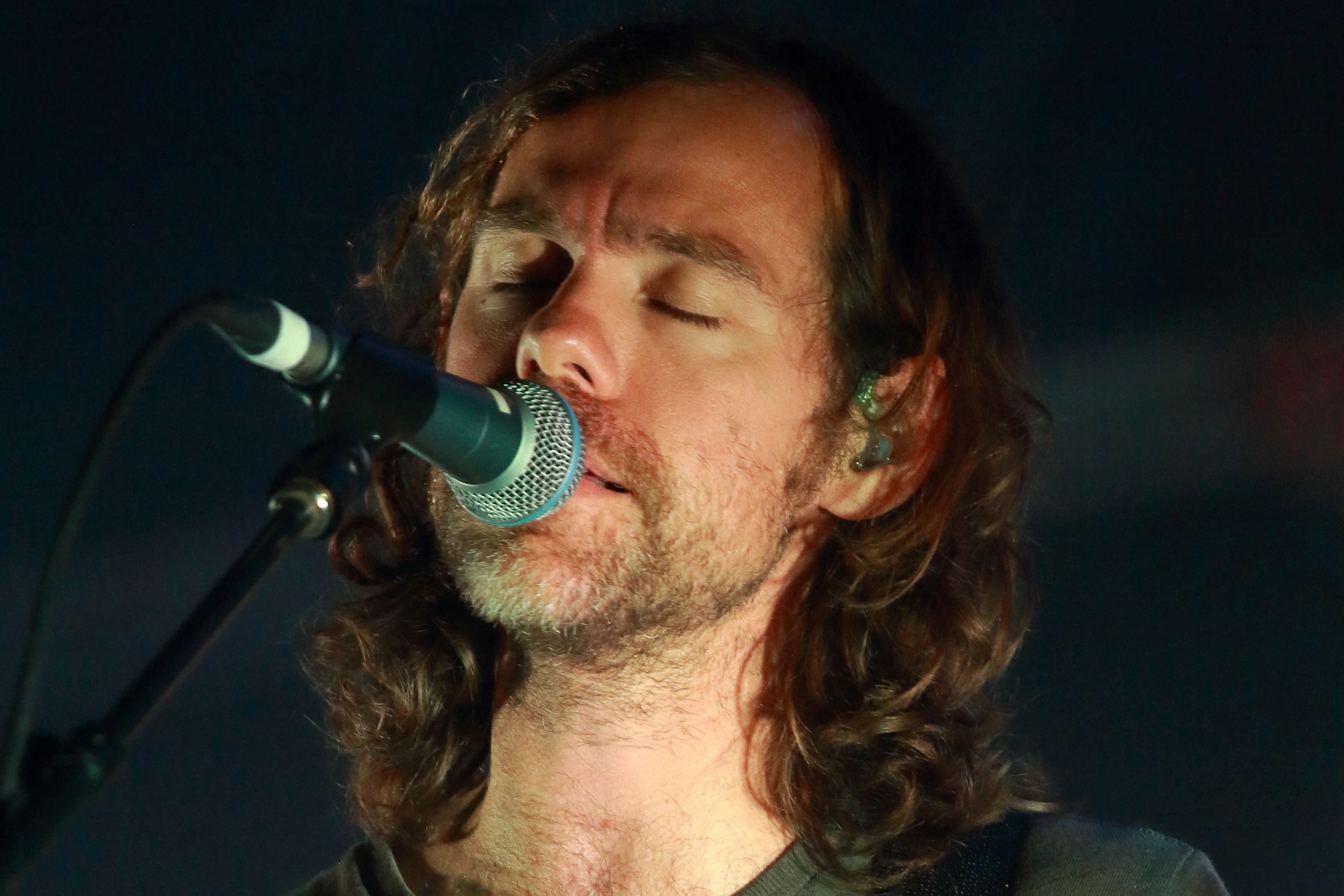
Aaron Dessner, junto ao The National, durante o Byron Bay Bluesfest, em 2016.

### Day of The Dead
Em 17 de março de 2016, Aaron e Bryce Dessner anunciaram Day of the Dead, um álbum de tributo de caridade ao Grateful Dead, lançado pela 4AD em 20 de maio de 2016. Day of the Dead foi criado, com curadoria e produzido por ambos os irmãos Dessner. A compilação é um tributo abrangente à composição e experimentalismo dos Dead, que levou quatro anos para ser gravada, apresenta mais de 60 artistas de origens musicais variadas, 59 faixas e quase 6 horas de duração. Todos os lucros ajudarão a lutar pela AIDS/HIV e problemas de saúde relacionados em todo o mundo por meio da Red Hot Organization. Day of the Dead é o seguimento de Dark Was The Night (4AD), de 2009, uma compilação multi-artistas de 32 faixas também produzida pelos irmãos Dessner para Red Hot.
Day of the Dead apresenta colaborações e gravações de um grupo diversificado de artistas, incluindo Wilco, Flaming Lips, Bruce Hornsby, Justin Vernon, The National, The War on Drugs, Lee Ranaldo do Sonic Youth, Ira Kaplan de Yo La Tengo, Jenny Lewis, Unknown Mortal Orchestra, Perfume Genius, Jim James of My Morning Jacket, coletivo Senegalês Orchestra Baobob, compositor Terry Riley e seu filho Gyan Riley, artista eletrônico Tim Hecker, pianista de jazz Vijay Iyer e Bela Fleck .
Das 59 faixas da compilação, muitas apresentam uma banda da casa formada por Aaron, Bryce, companheiros de banda do The National e irmãos Scott e Bryan Devendorf, Josh Kaufman (que co-produziu o projeto) e Conrad Doucette, junto com Sam Cohen e Walter Martin. O National tem algumas faixas no álbum, incluindo "Peggy-O", "Morning Dew" e "I Know You Rider".
A performance ao vivo de, A Day of the Dead ocorreu em agosto de 2016 no segundo Eaux Claires Festival (12 a 13 de agosto) com Jenny Lewis, Matthew Houck, Lucius, Will Oldham, Sam Amidon, Richard Reed Parry, Justin Vernon, Bruce Hornsby, Ruban Nielson e The National.

### Forever Love
Forever Love é uma colaboração entre Aaron e Bryce Dessner, o renomado artista performático islandês Ragnar Kjartansson e Gyða e Kristín Anna Valtýsdóttir, ex- integrante da banda islandesa Múm. O projeto é uma mistura de arte visual e performática com música ao vivo, tudo centrado em um ciclo de canções escritas e executadas por Aaron e Bryce ao lado de Gyða e Kristín Anna Valtýsdóttir. Foi encomendado pelo Eaux Claires Festival e fez a sua estreia mundial em 2015, onde serviu como ponto de partida oficial do festival na sexta-feira e no sábado.
Forever Love marcou uma reunião de performance ao vivo para os gêmeos Dessner e Kjartansson, já que ambos os artistas haviam colaborado anteriormente em um trabalho de vídeo de seis horas, A Lot of Sorrow, que documenta o The National apresentando suas três canções "Sorrow" por seis horas. de uma audiência ao vivo no MoMA PS1 .

### The Long Count
The Long Count foi uma grande comissão para o BAM Next Wave Festival em 2009. Dessner e seu irmão, Bryce, trabalharam ao lado do artista visual Matthew Ritchie, criando um trabalho vagamente baseado na história da criação maia Popol Vuh. O trabalho incluiu uma orquestra de 12 músicos e vários cantores convidados, incluindo Kim e Kelley Deal (The Breeders, The Pixies), Matt Berninger (The National), Shara Worden (My Brightest Diamond) e Tunde Adebimpe (TV On The Radio). A obra teve sua estreia mundial no Krannert Center for the Performing Arts em setembro de 2009, como parte do Festival de Ellnora. Desde então, foi apresentada no BAM, no Holland Festival e no Barbican.

### Dark Was the Night
Em 2009, Aaron e Bryce Dessner produziram uma extensa compilação de caridade para a AIDS, Dark Was the Night, para a Red Hot Organization. O álbum apresenta gravações e colaborações exclusivas de uma longa lista de artistas, incluindo David Byrne, The Arcade Fire, Sufjan Stevens, Feist, Sharon Jones, Cat Power, Grizzly Bear, My Morning Jacket, The Decemberists, Bon Iver, Conor Oberst e Spoon . Dark Was the Night arrecadou mais de 2 milhões de dólares para instituições de caridade de AIDS em janeiro de 2012. Em 2009, Dessner contribuiu com uma faixa para a compilação Dark Was the Night. Esta faixa, "Big Red Machine", foi co-escrita com Justin Vernon de Bon Iver, e também foi apresentada no filme de 2010, "Last Minutes with ODEN", um pequeno documentário que mais tarde ganhou o prêmio geral de Melhor Vídeo na primeira cerimônia anual do Vimeo Awards.
Em 3 de maio de 2009, 4AD e Red Hot produziram Dark Was the Night - Live, um show que celebra o mais novo álbum do Red Hot. O show aconteceu no Radio City Music Hall e contou com vários dos artistas que contribuíram para a compilação.

### Outras colaborações e contribuições
Dessner é um colaborador frequente de uma ampla gama de músicos, incluindo seu irmão e colega de banda Bryce Dessner. Em agosto de 2008, Aaron e Bryce realizaram um concerto colaborativo com David Cossin e Luca Tarantino como parte do Soundres, um programa de residência internacional para música e arte contemporânea em Salento, Itália e no Guitare Au Palais Festival Perpignan França. Eles também se apresentaram na abertura do Ghost Operator de Matthew Ritchie na White Cube Gallery em Londres. Aaron e Bryce também colaboraram com muitas orquestras de renome mundial. Mais recentemente, os irmãos tocaram com a Filarmônica de Copenhagen em um show anunciado como "Sixty Minutes Of The Dessners". O programa incluiu "St. Carolyn by the Sea", "Lachrimae" e "Raphael", todos compostos por Bryce Dessner. Bryce e Aaron também tocaram "St. Carolyn by the Sea" e "Raphael" com a Amsterdam Sinfonietta durante o Holland Festival. Essas apresentações aconteceram no Muziekgebouw aan 't IJ em Amsterdã e no Muziekgebouw Frits Philips em Eindhoven. Em outubro de 2011, Dessner se juntou a seu irmão Bryce para tocar "St. Carolyn by the Sea" com a American Composers Orchestra no The World Financial Center na cidade de Nova York.
O documentário premiado de Marshall Curry, Racing Dreams, inclui músicas compostas por Dessner e The National. "Win Win", dirigido por Thomas McCarthy, fecha com "Think You Can Wait", uma faixa escrita por Dessner e Matt Berninger, gravada pelo The National com vocais adicionais de Sharon Van Etten. Dessner também desempenhou um papel importante na contribuição do The National para o programa da HBO, Game of Thrones. Em maio de 2012, a performance do National de "Rains of Castamere" tocou durante os créditos finais da segunda temporada, episódio nove. Embora a canção não seja original, Dessner ajudou a interpretar os instrumentos e a música para que evocasse a terra de Westeros.
Em março de 2012, Dessner, Scott Devendorf e Bryan Devendorf se juntaram ao guitarrista do Grateful Dead Bob Weir para um webcast ao vivo, que contou com dois sets musicais e uma discussão política. O evento foi produzido pela Head Count, uma organização apartidária que usa eventos de música ao vivo para promover o recenseamento eleitoral e a conscientização.
Em dezembro de 2012, Dessner foi o curador de um dia de Other Voices, um festival de música irlandês que foi ao ar ao vivo no RTÉ Two, na Irlanda. As apresentações aconteceram na Igreja de St James em Dingle, County Kerry. Dessner trouxe três bandas para Other Voices: Luluc, This Is The Kit e Local Natives. Ele se apresentou com todas as três bandas. 

## Curadoria

### Eaux Claires Music & Arts Festival
Eaux Claires é um festival de música fundado e curado por Dessner e Justin Vernon. O festival inaugural ocorreu em julho de 2015 na cidade natal de Vernon, Eau Claire, Wisconsin. Falando sobre o festival, Dessner e Vernon disseram que foram movidos pela ideia de que este festival iria "encorajar as paredes do gênero musical a derreterem".

### Festival PEOPLE
PEOPLE Festival é uma reunião sem fins lucrativos de artistas em Berlim para um festival de música de fim de semana com curadoria e produção de Dessner junto com seu irmão Bryce Dessner, Bon Iver, Michelberger Hotel de Berlim e outros. O primeiro festival aconteceu de 1 a 2 de outubro de 2016, com o nome de "Michelberger Music" no Funkhaus, os históricos estúdios de gravação de rádio da antiga RDA. Antes do festival, todos os artistas passaram uma semana juntos em Berlim, ensaiando e trabalhando nos espaços onde aconteceram os shows. O festival apresentou 80 artistas, incluindo Bon Iver, Nils Frahm, Andi Toma do Mouse on Mars e Jan St. Werner, Erlend Øye, Shara Nova do My Brightest Diamond, Lisa Hannigan, Damien Rice e muitos mais.

### Boston Calling Music Festival
Boston Calling é um festival de música com curadoria de Dessner. Estreando em maio de 2013, o Boston Calling acontecia anteriormente duas vezes por ano, maio e setembro, no City Hall Plaza. Atraiu de 20 a 22.000 fãs a cada edição. Em maio de 2016, o Boston Calling anunciou que se mudaria para o Harvard Athletic Complex em Allston em maio de 2017 e faria a transição para um festival por ano. O novo espaço do festival contará com mais palcos musicais e um componente de festival de cinema com curadoria de Natalie Portman. Lojas como Rolling Stone e The Boston Globe elogiaram o Boston Calling por sua linha versátil e qualidade de produção. Ele também foi nomeado um dos 10 melhores festivais nos Estados Unidos pela Consequence of Sound. Os artistas de Boston Callings anteriores incluíram Sia, The National, Beck, My Morning Jacket, Of Monsters and Men, Fun., Kendrick Lamar, Passion Pit, Vampire Weekend, Modest Mouse, Airborne Toxic Event e Disclosure .

### Crossing Brooklyn Ferry
Crossing Brooklyn Ferry é um festival de música com curadoria de Aaron e Bryce Dessner. O festival apresenta bandas, compositores, cantores, compositores e cineastas de todos os cantos da cena musical de Nova York. O festival inaugural ocorreu de 3 a 5 de maio de 2012 na Brooklyn Academy of Music e incluiu apresentações de Walkmen, St. Vincent, Beirute, The Antlers, yMusic e Jherek Bischoff, bem como filmes recém-encomendados de Jonas Mekas, Joseph Gordon -Levitt e Tunde Adebimpe, entre outros. O evento de 2013 aconteceu de 25 a 27 de abril no BAM e incluiu apresentações de The Roots, Solange, TV on the Radio, Phosphorescent e Brooklyn Youth Chorus. O evento também contou com a curadoria de curtas-metragens e uma instalação de artes visuais de Andrew Ondrejcak.

## Brassland
Ao lado de Alec Hanley Bemis e Bryce Dessner, Dessner fundou a Brassland Records, uma gravadora que lançou álbuns do The National, This Is The Kit, Clogs, Doveman e Nico Muhly.

## Discografia Parcial

### Com The Nacional
- The National (2001)
- Sad Songs for Dirty Lovers (2003)
- Cherry Tree EP (2004)
- Alligator (2005)
- Boxer (2007)
- The Virginia EP (2008)
- High Violet (2010)
- Trouble Will Find Me (2013)
- Sleep Well Beast (2017)
- I Am Easy to Find (2019)

### Com o Projeto Nim
- Tower of Babel
- Where the Nothings Live
- Evenings Pop and Curve

### Com Big Red Machine
- Big Red Machine (31 de agosto de 2018)

### Trilhas Sonoras
- A Skin, a Night (2008)
- Big Sur (2013)
- Transpecos (2016)